# Rheinwerk Verlag
Rheinwerk Verlag GmbH (Eigenschreibweise), kurz Rheinwerk, ist ein deutscher Fachverlag für Bücher, E-Books und Videokurse zu IT-, Kreativ- und Marketingthemen mit Sitz in Bonn. Bis Januar 2015 hieß der Verlag Galileo Press. Er gehört zur Heise Gruppe.
Das Verlagsprogramm wendet sich an Experten und ambitionierte Einsteiger in die Bereiche Programmierung, IT-Administration, Betriebssysteme, Office-Anwendungen, Technik, Online-Marketing, Design, Fotografie und SAP. Entsprechend den unterschiedlichen Wissensfeldern gliederte sich der Rheinwerk Verlag 2019 in die Programmbereiche Rheinwerk Computing, Rheinwerk Technik, Rheinwerk Design und Rheinwerk Fotografie auf. In Zusammenarbeit mit der SAP SE werden Bücher unter der Marke SAP PRESS verlegt, die betriebswirtschaftliche und technische Aspekte der Planung, Programmierung und Administration, des Einsatzes und der Anwendung der SAP-Technologien und -Softwarelösungen darstellen. 

## Geschichte
Der Verlag wurde im Jahr 1999 von ehemaligen Mitarbeitern des Verlags Addison-Wesley in Bonn gegründet. Im Jahr 2005 wurde das Produktangebot medial um selbst produzierte Video-Trainings erweitert. Kurze Zeit später rief der Verlag die beiden Podcast-Formate Blende 8 (170 Folgen) und Die Photoshop-Profis (212 Folgen) ins Leben.
2006 wurde in Boston, Massachusetts in den USA, ein Tochterverlag gegründet (heute Rheinwerk Publishing Inc.) für den Aufbau und internationalen Vertrieb eines englischsprachigen Verlagsprogramms zu SAP-Themen. 2009 machte der Verlag seine Bücher auch elektronisch zugänglich, in Form von Online-Büchern und E-Books. Diese lassen sich auch in der Verlags-App "Rheinwerk 365" lesen oder abonnieren. Seit Herbst 2010 veröffentlicht man unter dem Namen Vierfarben – Der neue Verlag für Computer und Fotografie Bücher, die sich mit populären Themen speziell an Einsteiger richten. Im Jahr 2011 stieg der Verlag zum führenden Computer- und Fotografieverlag in Deutschland auf. Laut Zahlen des Marktforschungsunternehmens media control. Diese Marktanteile betreffen sowohl den Rheinwerk Verlag als auch das Imprint Vierfarben.
Seit 2019 bietet man auch Konferenzen, Seminare und Online-Kurse zu Fachthemen an. Die erste Rheinwerk-Konferenz – zum Thema Online-Marketing – fand am 16. Mai 2019 in Köln statt. Seitdem gibt es jedes Jahr mehrere Konferenzen, online oder live vor Ort: das Digital Marketing Camp (DMC), die Social Media Marketing Days (SMMDays) und die Rheinwerk Konferenz für Kotlin (KKON). Außerdem bietet der Verlag mit seinen selbst benannten Spotlights kleinere Online-Konferenzen zu besonderen Themen wie digitale Barrierefreiheit oder Künstliche Intelligenz sowie Seminare und Online-Kurse.
Der Verlag Heise Medien übernahm Rheinwerk zum 1. Januar 2021.

## Verlagsprogramm
Der Rheinwerk Verlag bietet sämtliche Bücher sowohl als gedrucktes Buch als auch als E-Book (in den Formaten PDF, EPUB, MOBI, Online-Buch) an. Im Januar 2017 erweiterte der Verlag sein Angebot um ein Bündelangebot, das Buch und E-Book zusammen umfasst. Einen Teil seiner nicht mehr lieferbaren, aber immer noch aktuellen Publikationen stellt der Verlag auch als sogenanntes Openbook als kostenlose HTML-Version online zur Verfügung. 
Das Portfolio des Verlags gliedert sich in die Bereiche:
- Fotografie
- Grafik & Design
- Computer und Office (mit der Verlagsmarke Vierfarben)
- Webentwicklung
- Online-Marketing
- Programmierung
- IT-Administration
- Maker
- SAP

Die Umbenennung von Galileo Press in Rheinwerk Verlag erfolgte im Januar 2015 aus markenrechtlichen Gründen.